# Instrumentelle Gleichung
Als Instrumentelle Gleichung wird in der Astrometrie und Geodäsie die Auswirkung von kleinen systematischen Fehlern eines Messinstruments bzw. eines Messverfahrens bezeichnet, die in ihrer Gesamtwirkung auf die Zeit-, Lot- und Ortsbestimmung annähernd konstant bleiben.
Der Name entstand in Analogie zum Begriff „Persönliche Gleichung“, als man um 1930 begann, die Einflüsse von Zeit- und Zielfehlern des Beobachters durch (teilweise) Automatisierung zu verringern.
Ebenso wie die persönliche kann auch die instrumentelle Gleichung nur durch Referenzmessungen an einem genau bekannten Bezugspunkt ermittelt werden.

## Ursachen
Die instrumentelle Gleichung wird hauptsächlich durch folgende Effekte verursacht:
- ungleichmäßige thermische Ausdehnung von Teilen des Instruments, v. a. durch die nächtliche Abkühlung der Luft
- geringfügige Taumelfehler der Vertikalachse (systematische Anteile etwa 1")[1]
- unregelmäßiger Totgang bei der Feinbewegung des Fernrohrs
- kleine Nullpunktfehler in Mikrometern (durch Messanordnung teilweise eliminierbar)
- Verzögerungen im Signalempfang des Zeitzeichensenders (lt. R.Sigl unter 0,01s[2])
- Unregelmäßigkeiten im Registriermikrometer
- restlicher Zielachsenfehler nach der Justierung
- in Sternwartekuppeln die Saalrefraktion.

Bisweilen werden auch meteorologische Effekte wie eine Zenit- bzw. Seitenrefraktion zu den Instrumentalfehlern gerechnet, sofern sie einen systematischen Anteil (etwa durch die Geländeneigung) haben. Sie entstehen durch thermische Schichtneigungen in der unteren Troposphäre. Ebenfalls systematisch wirkt eine abkühlungsbedingte Pfeilerdrehung.

## Belege
1. ↑  Gottfried Gerstbach: Zur Azimutmessung mit Sekundentheodoliten. Österr. Zeitschr. für Vermessungswesen 64/2, p. 53–68, Wien 1977
2. ↑  Rudolf Sigl: Der Einfluss systematischer.. Beobachtungsfehler auf die Laplace-Gleichung, Bull.Géod. 44/1, doi:10.1007/BF02526434.